# Јужноазијски фудбалски куп
Јужноазијски фудбалски куп (енгл. South Asian Football Federation Cup) или САФФ првенство (енгл. SAFF Championship) је међународно фудбалско такмичење организовано од стране Азијске фудбалске конфедерације. Победник овог такмичења постаје првак јужне Азије у фудбалу. Такмичење се одржава од 1993. године.

## Историја
Репрезентације које се такмиче на труниру су: Авганистан, Бангладеш, Бутан, Индија, Малдиви, Непал и Пакистан и Шри Ланка. Авганистан је најавио да ће напустити Јужноазијску фудбалску федерацију када се заврши Јужноазијски фудбалски куп 2015. године и придружити се новооснованој Централноазсијској федерацији. Тако ће јужноазијско првенство од 2017. године бројати 6 репрезентација.

## Турнири
| Година      | Домаћин   | Финале      | Финале            | Финале      |             | Треће место | Треће место   | Треће место |
| Година      | Домаћин   | Победник    | Резултат          | Друго место | Треће место | Резултат    | Четврто место |             |
| ----------- | --------- | ----------- | ----------------- | ----------- | ----------- | ----------- | ------------- | ----------- |
| 1993 Детаљи | Пакистан  | · Индија    | [note 1]          | · Шри Ланка | · Непал     | [note 1]    | · Пакистан    |             |
| 1995 Детаљи | Шри Ланка | · Шри Ланка | 1 – 0             | · Индија    | · Бангладеш | [note 2]    | · Непал       |             |
| 1997 Детаљи | Непал     | · Индија    | 5 – 1             | · Малдиви   | · Пакистан  | 1 – 0       | · Шри Ланка   |             |
| 1999 Детаљи | Индија    | · Индија    | 2 – 0             | · Бангладеш | · Малдиви   | 2 – 0       | · Непал       |             |
| 2003 Детаљи | Бангладеш | · Бангладеш | 1 – 1 (5 – 3 пен) | · Малдиви   | · Индија    | 2 – 1       | · Пакистан    |             |

| Година      | Домаћин             | Финале       | Финале              | Финале       | Поражени у полуфиналу [2] | Поражени у полуфиналу [2] | Поражени у полуфиналу [2] |
| Година      | Домаћин             | Победник     | Резултат            | Друго место  | Поражени у полуфиналу [2] | Поражени у полуфиналу [2] | Поражени у полуфиналу [2] |
| ----------- | ------------------- | ------------ | ------------------- | ------------ | ------------------------- | ------------------------- | ------------------------- |
| 2005 Детаљи | Пакистан            | · Индија     | 2 – 0               | · Бангладеш  | Малдиви и Пакистан        | Малдиви и Пакистан        | Малдиви и Пакистан        |
| 2008 Детаљи | Малдиви · Шри Ланка | · Малдиви    | 1 – 0               | · Индија     | Бутан и Шри Ланка         | Бутан и Шри Ланка         | Бутан и Шри Ланка         |
| 2009 Детаљи | Бангладеш           | · Индија     | 0 – 0 (3 – 1 (пен.) | · Малдиви    | Бангладеш и Шри Ланка     | Бангладеш и Шри Ланка     | Бангладеш и Шри Ланка     |
| 2011 Детаљи | Индија              | · Индија     | 4 – 0               | · Авганистан | Малдиви и Непал           | Малдиви и Непал           | Малдиви и Непал           |
| 2013 Детаљи | Непал               | · Авганистан | 2 – 0               | · Индија     | Малдиви и Непал           | Малдиви и Непал           | Малдиви и Непал           |
| 2015 Детаљи | Индија              | · Индија     | 2 – 1 (пр.)         | · Авганистан | Малдиви and Шри Ланка     | Малдиви and Шри Ланка     | Малдиви and Шри Ланка     |
| 2017 Детаљи | Бангладеш           |              |                     |              |                           |                           |                           |

## Успешност репрезентација
| Репрезентација | Прво место                                   | Друго место          | Треће место | Четврто место  | Полуфиналисти              |
| -------------- | -------------------------------------------- | -------------------- | ----------- | -------------- | -------------------------- |
| Индија         | 7 (1993, 1997, 1999, 2005, 2009, 2011, 2015) | 3 (1995, 2008, 2013) | 1 (2003)    | –              | –                          |
| Малдиви        | 1 (2008)                                     | 3 (1997, 2003, 2009) | 1 (1999)    | –              | 4 (2005, 2011, 2013, 2015) |
| Бангладеш      | 1 (2003)                                     | 2 (1999, 2005)       | 1 (1997)    | –              | 1 (2009)                   |
| Шри Ланка      | 1 (1995)                                     | 1 (1993)             | –           | 1 (1997)       | 3 (2008, 2009, 2015)       |
| Авганистан     | 1 (2013)                                     | 2 (2011, 2015)       | –           | –              | –                          |
| Непал          | –                                            | –                    | 1 (1993)    | 2 (1995, 1999) | 2 (2011, 2013)             |
| Пакистан       | –                                            | –                    | 1 (1997)    | 2 (1993, 2003) | 1 (2005)                   |
| Бутан          | –                                            | –                    | –           | –              | 1 (2008)                   |

## Репрезентације које су учествовале на купу
| Учешће | Репрезентација | Године                                                           |
| ------ | -------------- | ---------------------------------------------------------------- |
| 11     | Индија         | 1993, 1995, 1997, 1999, 2003, 2005, 2008, 2009, 2011, 2013, 2015 |
| 11     | Непал          | 1993, 1995, 1997, 1999, 2003, 2005, 2008, 2009, 2011, 2013, 2015 |
| 11     | Шри Ланка      | 1993, 1995, 1997, 1999, 2003, 2005, 2008, 2009, 2011, 2013, 2015 |
| 10     | Бангладеш      | 1993, 1995, 1997, 1999, 2003, 2005, 2008, 2009, 2011, 2013       |
| 10     | Пакистан       | 1993, 1995, 1997, 1999, 2003, 2005, 2008, 2009, 2011, 2013       |
| 9      | Малдиви        | 1997, 1999, 2003, 2005, 2008, 2009, 2011, 2013, 2015             |
| 7      | Авганистан     | 2003, 2005, 2008, 2009, 2011, 2013, 2015                         |
| 7      | Бутан          | 2003, 2005, 2008, 2009, 2011, 2013, 2015                         |